# Драйвер лазерного диода
Драйвер лазерного диода в самом простом варианте представляет собой источник постоянного тока, который является током инжекции лазерного диода. Так как для полупроводниковых излучателей выходная оптическая мощность прямо пропорциональна току, то в итоге установка рабочей точки для источника тока определяет оптический сигнал. В отличие от источника напряжения, который иногда используется для управления диодами, источник тока позволяет линейно управлять оптической мощностью (после преодоления порога генерации).  
Характер управляющего сигнала при этом может быть различным - от непрерывного сигнала до импульсной либо синусоидальной модуляции на частотах в сотни килогерц.
Ввиду высокой концентрации мощности в теле полупроводника, характерной для лазерных диодов, драйверы лазерных диодов снабжаются широкими возможностями по защите излучателя: защита от перенапряжения на диоде, защита от превышения тока инжекции, защита от перегрева кристалла, защита от проседания напряжения питания и т.д.
Для прецизионных и высокомощных применений лазерные диоды часто устанавливаются на элементы Пельтье, которые позволяют стабилизировать температуру диода с высокой точностью (0,001 град С).

## Блок-схема и описание элементов
На блок-схеме показан простейший драйвер лазерного диода (источник питания лазерного диода). Каждое звено определено в таблице ниже. Драйверы лазерных диодов широко различаются по характеристикам и производительности. Эта блок-диаграмма — показательный пример, предназначенный для ознакомления пользователей с базовыми элементами.

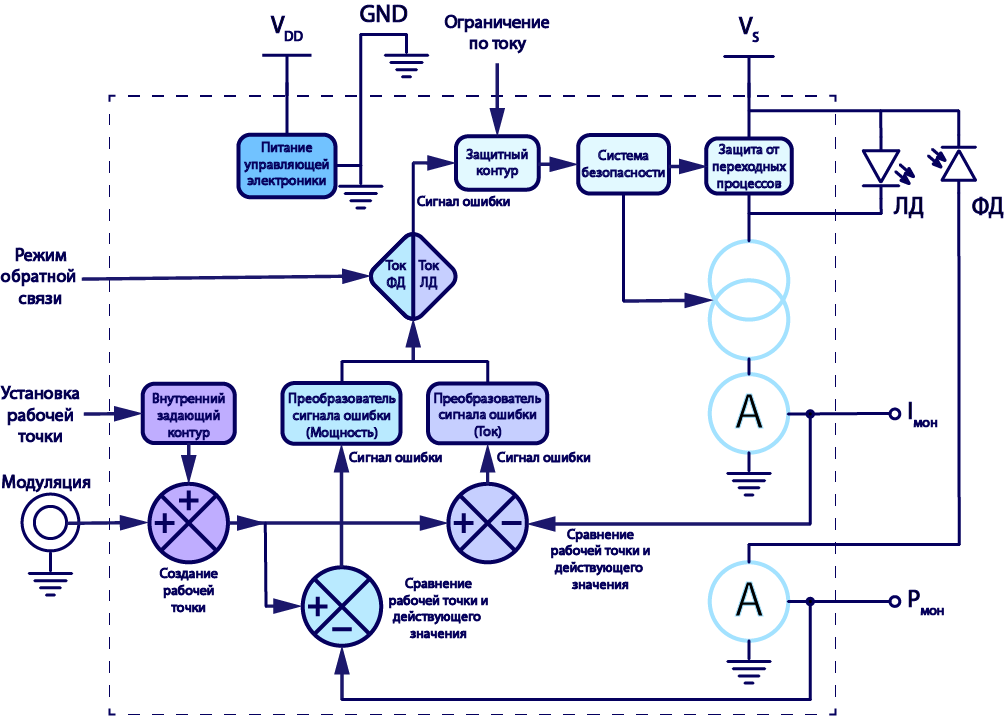
Рисунок 1. Блок-схема драйвера лазерного диода.

| Символ | Название и краткое описание |
| ------ | --- |
|        | Лазерный диод: Функция драйвера – питать током лазерный диод. Стрелки указывают на то, что свет выходит из корпуса диода. Для лазерных диодов существует огромное количество применений, среди которых: спектроскопия, дистанционное считывание, медицинская диагностика и оборудование для анализа, подсчет и определение размера частиц, сварка и обработка материалов, а также многие другие. Часто применяют аббревиатуру ЛД. |
|        | Фотодиод: Иногда фотодиод интегрирован в корпус лазерного диода. Он вырабатывает ток, пропорциональный выходной оптической мощности лазерного диода. Конструкции лазерных диодов различаются, и обычно передаточная функция фотодиодов сильно разнится. Стрелки указывают на то, что свет падает на поверхность фотодиода. Часто применяют аббревиатуру ФД. |
|        | Режим обратной связи: Большинство драйверов лазерных диодов позволяют осуществлять управление на основании токов лазерного диода и фотодиода. Если в качестве обратной связи используется ток лазерного диода, система управления будет пытаться поддерживать его постоянным. Выходной сигнал регулируемого источника тока не будет меняться. Это «Режим постоянного тока». Если в качестве обратной связи используется ток фотодиода, система управления будет пытаться поддерживать постоянным ток фотодиода и, как следствие, оптическую мощность лазерного диода. Выходной сигнал регулируемого источника тока будет меняться, чтобы сохранять постоянным оптическую мощность. Это «Режим постоянной мощности». |
|        | Регулируемый источник тока: Через лазерный диод протекает ток, регулируемый источником тока. |
|        | Амперметр: Ток измеряется через лазерный диод или фотодиод и преобразуется в напряжение. Iмон показывает ток через лазерный диод. Pмон показывает ток через фотодиод. |
|        | Сумматор: Используется для измерения разности между заданным значением рабочей точки и реальным током либо для суммирования заданного значения встроенного подстроечного резистора с внешним аналоговым модулированным сигналом. |
|        | Преобразователь сигнала ошибки (Мощность): Эта функция определяет, как преобразуется сигнал ошибки между заданным значением и реальным током фотодиода для получения электрического сигнала, который управляет регулируемым источником питания для минимизации ошибки. Используется в «Режиме постоянной мощности». |
|        | Преобразователь сигнала ошибки (Ток): Эта функция определяет, как преобразуется сигнал ошибки между заданным значением и реальным током лазерного диода для получения электрического сигнала, который управляет регулируемым источником питания для минимизации ошибки. Используется в «Режиме постоянного тока». |
|        | Модулированный вход: Аналоговый сигнал (синусоида, пилообразный сигнал, меандр) поступает в драйвер лазерного диода. Этот сигнал связан с реальным током лазерного диода и выходной оптической мощностью передаточной функцией. |
|        | Внутренний задающий контур: Поскольку рабочая точка зависит от конкретной задачи, она должна устанавливаться пользователем. Как правило, источники питания лазерных диодов имеют механизм регулировки, например, подстроечный резистор. |
|        | Защитный контур: Задача этого узла драйвера – защита лазерного диода. Пользователь устанавливает предельный ток, исходя из эксплуатационных параметров лазерного диода (обычно значительно ниже порога разрушения). Активная защита по току выключит питание лазерного диода в случае, когда система управления превысит установленное ограничение тока. |
|        | Система безопасности: Несмотря на то, что надежность лазерных диодов значительно улучшалась на протяжении многих лет, они по-прежнему подвержены различным повреждениям. Система безопасности защищает лазерный диод, насколько это возможно. |
|        | VDD: Этот символ используется для обозначения внешнего источника питания, который питает управляющую электронику. На компонентном и схемном уровнях пользователь выбирает, как питать управляющую электронику. Обычно это низкое напряжение – от 3,3 до 5 В. |
|        | VS: Этот символ используется для обозначения внешнего источника питания, который питает регулируемый источник тока (или выходной каскад). На компонентном и схемном уровнях пользователь выбирает, связать ли управляющую электронику с выходным каскадом или развязать их, чтобы можно было подавать более высокое напряжение. |
|        | IMON: Этот символ обозначает монитор тока лазерного диода. Ток связан с напряжением на этом выходе передаточной функцией, которая указана в документации драйвера лазерного диода. |
|        | PMON: Этот символ обозначает монитор тока фотодиода. Ток фотодиода связан с напряжением на этом выходе передаточной функцией, которая указана в документации драйвера лазерного диода. Ток фотодиода и выходная мощность лазерного диода связаны передаточной функцией, которая указана в документации лазерного диода. |